# Haemogregarina leptocotti
Haemogregarina leptocotti is een soort in de taxonomische indeling van de Myzozoa, een stam van microscopische parasitaire dieren. Het organisme komt uit het geslacht Haemogregarina en behoort tot de familie Haemogregarinidae. Haemogregarina leptocotti werd in 1991 ontdekt door Hill & Hendrickson.